# Sericia substruens
Sericia substruens là một loài bướm đêm trong họ Erebidae.